# Diploperla robusta
Diploperla robusta är en bäcksländeart som beskrevs av Bill P.Stark och Gaufin 1974. Diploperla robusta ingår i släktet Diploperla och familjen rovbäcksländor. Inga underarter finns listade i Catalogue of Life.